# Dominique Marcel Iten
Dominique Marcel Iten (* 18. September 1986 in Zug) ist ein Schweizer Radiomoderator, Redaktor und Musiker. 

## Leben
Dominique Marcel Iten startete seine Radiokarriere beim Unikom-Radio Kanal K. Von 2009 bis 2012 studierte er Multimedia Producing und Engineering an der Hochschule für Technik und Wirtschaft Chur. Dort gründete er zusammen mit Mitkommilitonen das webbasierte Popkulturformat Popbar.tv. 
Seit 2012 arbeitet er als Musikjournalist für Web und Radio für Radio SRF 3, ein Programm des Schweizer Radio und Fernsehen (SRF). 2013 begann er zusätzlich als Moderator beim nationalen Jugendradio SRF Virus. Dort zuerst als Experte und Förderer für Schweizer Musik aus dem Independent-Bereich. Seit 2015 ist er zudem verantwortlich für den CH-Special auf Radio SRF 3. Seit 2022 arbeitet er als Digital Storyteller für SRF News und erhielt für investigative Geschichten mehrere Auszeichnungen.
Als Musiker war Iten von 2005 bis 2010 Schlagzeuger, Texter und Songwriter in der Zuger Rockband Pure Soundart. 2012 gründete er zusammen mit den ehemaligen Mitgliedern Daniel Betschart und Rafael Schwab die Luzerner Rockband Rival Kings.
2018 gründete er das Solo-Projekt Lazer Boomerang. Sein Song Time To Pretend wurde in China zum viralen Hit mit über 200 Millionen Streams und machte ihn zu einem populären Vertreter des Synthwave-Genres. 2024 tritt er erstmals als Headliner in China am Montreux Jazz Festival China auf. 
Dominique Marcel Iten wohnt in Unterägeri und hat zwei Töchter.